# Sequenza polinomiale
In matematica per sequenza polinomiale, o anche per successione polinomiale graduale, si intende una successione di  polinomi indicati dagli interi naturali 0, 1, 2, 3, ..., tali che ad ogni valore n dell'indice corrisponde un polinomio di grado n. Sono ampiamente studiate numerose sequenze polinomiali speciali e vari insiemi di sequenze polinomiali caratterizzabili con proprietà anche piuttosto astratte.
La generica successione polinomiale graduale nella variabile x si può scrivere:
{\displaystyle a_{0,0};}
{\displaystyle a_{1,0}+a_{1,1}x;}
{\displaystyle a_{2,0}+a_{2,1}x+a_{2,2}x^{2};}
{\displaystyle a_{3,0}+a_{3,1}x+a_{3,2}x^{2}+a_{3,3}x^{3};}
{\displaystyle \,\,\vdots }
Risulta allora chiaro che dare una successione polinomiale graduale equivale a dare una successione a due indici triangolare, ossia a dare una matrice infinita di dominio {\displaystyle \mathbb {N} _{0}\times \mathbb {N} _{0}} la cui entrata relativa alla riga n e alla colonna m, per m < n fornisce il coefficiente della potenza m-esima del polinomio n-esimo, mentre le entrate per n < m sono nulle.
Nel passato, soprattutto nel XIX secolo, sono state studiate varie sequenze polinomiali come soluzioni polinomiali di equazioni differenziali lineari del secondo ordine. Queste successioni di funzioni sono in genere individuate con eponimi: polinomi di Hermite, polinomi di Laguerre, polinomi di Chebyshev,...
Si è poi notato che la trattazione di interi insiemi di sequenze polinomiali può ricondursi allo studio di metodi piuttosto generali di soluzione di equazioni differenziali lineari mediante sviluppi in serie e si sono individuate collezioni di sequenze polinomiali con proprietà comuni: in particolare si sono studiate le sequenze di polinomi ortogonali. Questi studi si possono opportunamente collocare negli spazi di Hilbert e a partire dagli anni '20 hanno trovato importanti applicazioni nella meccanica quantistica e in particolare nella meccanica ondulatoria.
Approfondendo le proprietà di queste famiglie si sono individuate caratterizzazioni di
generalità molto elevata, soprattutto nell'ambito di teorie di natura combinatoria come il calcolo umbrale, la teoria manipolatoria delle serie ipergeometriche e la teoria delle funzioni generatrici associate a specie di strutture. Per molte sequenze di polinomi speciali si sono trovate interpretazioni enumerative molto sottili, suggestive e feconde. Questi risultati fanno delle sequenze polinomiali delle entità matematiche conosciute in profondità e concretamente utilizzabili in varie applicazioni.

## Sequenze di polinomi speciali
- Polinomi di Bell
- Polinomi di Bernoulli
- Polinomi di Chebyshev
- Polinomi di Fibonacci
- Polinomi di Hermite
- Polinomi di Gegenbauer
- Polinomi di Jacobi
- Polinomi di Laguerre
- Polinomi di Legendre

## Collezioni di successioni
- Sequenza polinomiale di tipo binomiale
- Sequenza di Sheffer
- Polinomi ortogonali